# SALK-plan
Het SALK-plan, Strategisch Actieplan voor Limburg in het Kwadraat, is een plan van de Vlaamse regering uit 2013 dat de economie van de Belgische provincie Limburg moet hervormen en opnieuw concurrerend maken. Het plan is opgesteld om de gevolgen te bestrijden van de sluiting van de autofabriek Ford Genk in 2014.
In het plan worden een reeks maatregelen beschreven die voor 3.000 banen op de korte en 10.000 banen op de lange termijn moeten zorgen. Limburg zou hiervoor zo'n 217,5 miljoen euro krijgen. 
Het plan werd voorbereid door een expertengroep onder leiding van professor Herman Daems, die maatregelen voorstelde om de economie van Limburg te kunnen versterken en nieuwe activiteiten te ontwikkelen. Het plan heeft een uitvoeringstermijn van 2013 tot 2019.
Op korte termijn werden regelingen getroffen om de werknemers van Ford en de toeleveranciers opnieuw te werk te stellen.
Nieuwe tewerkstelling wordt ook voorzien met een versnelde uitvoering van openbare investeringen als de Noord-Zuidverbinding, het Spartacusplan en de verhoging van de bruggen over het Albertkanaal. Privé-initiatieven worden gefaciliteerd door de reconversie van de fabrieksterreinen met sanering en bouwrijp maken. Onder meer een vestiging van IKEA werd reeds gepland. De federale overheid voorzag in de zone ook de bouw van een nieuwe gevangenis.

## SALKturbo
Vanaf ongeveer 2022 is opvolger SALKturbo het nieuwe economische ontwikkelingsprogramma van de provincie Limburg.